# چالایکا (بوتان)
چالایکا (به لاتین: Chalaika) یک منطقهٔ مسکونی در بوتان (کشور) است که در استان داگانا واقع شده‌است.